# STS-113
STS-113 est la dix-neuvième mission de la navette spatiale Endeavour et la seizième mission d'une navette américaine vers la Station spatiale internationale (ISS).

## Équipage
- Commandant : James D. Wetherbee (6)  États-Unis
- Pilote : Paul S. Lockhart (2)  États-Unis
- Spécialiste de mission : Michael Lopez-Alegria (3)  États-Unis
- Ingénieur de vol : John B. Herrington (1)  États-Unis

Resté à bord de la station ISS :
- Kenneth D. Bowersox, Commandant de la station (5)  États-Unis
- Nikolaï Boudarine, Ingénieur de vol (3)  Russie
- Donald R. Pettit, Ingénieur de vol (1)  États-Unis

De retour de la station ISS :
- Valeri Korzoune, (2) Commandant de la station  Russie
- Peggy A. Whitson, (1) Ingénieur de vol  États-Unis
- Sergueï Trechtchiov, (1) Ingénieur de vol  Russie

Le chiffre entre parenthèses indique le nombre de vols spatiaux effectués par l'astronaute au moment de la mission.

## Objectifs
Mission d'assemblage de l'ISS, mise en place de la poutre P1.

## Paramètres de la mission
- Masse :
  - Navette au décollage : 116 460 kg
  - Navette à l'atterrissage : 91 498 kg
  - Chargement : 12 477 kg
- Périgée : 379 km
- Apogée : 397 km
- Inclinaison : 51,6°
- Période : 92,3 min

### Amarrage à la station spatiale internationale
- Début : 25 novembre 2002, 21 h 59 UTC
- Fin : 2 décembre 2002, 20 h 50 UTC
- Temps d'amarrage : 6 jours, 22 heures, 51 minutes

### Sorties dans l'espace
- Lopez-Alegria et Herrington  - EVA 1
- Début de EVA 1 : 26 novembre 2002 - 19h49 UTC
- Fin de EVA 1 : 27 novembre 2002 - 02h34 UTC
- Durée : 6 heures, 45 minutes

- Lopez-Alegria et Herrington  - EVA 2
- Début de EVA 2 : 28 novembre 2002 - 18h36 UTC
- Fin de EVA 2 : 29 novembre 2002 - 00h46 UTC
- Durée : 6 heures, 10 minutes

- Lopez-Alegria et Herrington  - EVA 3
- Début de EVA 3 : 30 novembre 2002 - 19h25 UTC
- Fin de EVA 3 : 1er décembre 2002 - 02h25 UTC
- Durée : 7 heures, 0 minutes